# Theridion teutanoides
Theridion teutanoides är en spindelart som beskrevs av Lodovico di Caporiacco 1949. Theridion teutanoides ingår i släktet Theridion och familjen klotspindlar.
Artens utbredningsområde är Kenya. Inga underarter finns listade i Catalogue of Life.